# 1764 w literaturze
Wydarzenia literackie w 1764 roku.

## Nowe książki
- polskie
- zagraniczne
  -     - Horace Walpole Zamczysko w Otranto

## Urodzili się
- 9 lipca – Ann Radcliffe, angielska pisarka (zm. 1823)